# Ke Shaomin
Ke Shaomin (1850-1933) was een Chinees historicus, vooral bekend als samensteller van de Nieuwe Geschiedenis van de Yuan.

## Afkomst
Ke Shaomin was afkomstig uit Liaoxian in de Chinese provincie Shandong. Zijn vader was Ke Heng (柯蘅), eveneens een historicus en samensteller van een commentaar op de tabellen van het Boek van de Han, een van de boeken uit de Vierentwintig Geschiedenissen. Zijn moeder was Li Changxia (李長霞, 1825-1879), dochter van de dichter Li Changbo.
Ke Shaomin toonde al vroeg belangstelling voor wiskunde, traditionele Chinese geneeskunde en de Confucianistische Klassieken. Hij doorliep met succes de ambtenarenexamens: in 1870 behaalde hij de graad van juren en in 1886 de hoogste graad, die van jinshi.

## Loopbaan
Tussen 1901 en 1906 was Ke Shaomin Commissaris voor onderwijs, eerst in de provincie Henan en vervolgens in Guizhou. Nadat hij naar Japan was gestuurd om daar het onderwijssysteem te bestuderen volgde in 1909 een benoeming aan het ministerie van onderwijs. Tevens werd hij plaatsvervangend rector van de Jingshi Daxuetang (京師大學堂), voorloper van de Universiteit van Peking.
Inmiddels had Ke Shaomin een naam opgebouwd als gerespecteerd ambtenaar en werd in december 1911 door de regering naar zijn geboorteplaats gestuurd in een ultieme poging om daar het aanzien van de Mantsjoedynastie te redden. Ook na de val van het keizerrijk bleef hij loyaal aan de dynastie en weigerde benoemingen door de republikeinse regering. Wel was hij bereid mee te werken aan de samenstelling van een dynastieke geschiedenis van de Qing en werd in 1914 lid van het Bureau voor de geschiedenis van de Qing (Qingshi guan, 清史館). Hij voltooide verhandelingen over astronomie, de kalender en omina. Na de dood van Zhao Erxun (1844-1927) volgde Ke Shaomin hem in september 1927 op als hoofd van het Bureau en zag zo medio 1928 toe op de publicatie van die dynastieke geschiedenis.

## Publicaties
In 1917 publiceerde Ke een eigen commentaar op het Commentaar van Guliang op de Lente- en herfstannalen, een van de Confucianistische klassieken. Zijn eigenlijke belangstelling lag echter bij de geschiedenis van de Yuan-dynastie (1279-1368), de periode van de Mongoolse overheersing. De Geschiedenis van de Yuan, de officiële dynastieke geschiedenis van die dynastie was aan het begin van de Ming-dynastie binnen een jaar samengesteld. Die snelheid had geleid tot een groot aantal onnauwkeurigheden en hiaten. 
Uit onvrede over de kwaliteit van en de vooroordelen tegen Mongolen in het oorspronkelijke werk besloot Ke Shaomin tot samenstelling van een volledig nieuw werk, de 
Nieuwe Geschiedenis van de Yuan. Hij maakte gebruik van talrijke correcties die door geleerden onder de Qing-dynastie waren gedaan. Hij werkte vanaf 1890 aan zijn magnum opus en schreef het werk in de stijl van de officiële dynastieke geschiedenissen. Toen het boek in 1920 werd gepubliceerd, omvatte het 257 delen, onderverdeeld in 26 keizerlijke annalen, 7 tabellen, 70 verhandelingen en 154 biografieën. Het werk werd in Japan goed ontvangen, met name de kwaliteit van de verhandelingen werd geroemd. In 1923 verkreeg Ke daarom een eredoctoraat van de Universiteit van Tokio. Daarentegen werd het werk door Chinese historici bekritiseerd. Zo stelde Liang Qichao (1873-1929) dat de keuze van de bronnen over een onderwerp willekeurig was. Documenten die hem onwelgevallig waren zouden door Ke Shaomin zonder verdere uitleg zijn weggelaten. Ke rechtvaardigde zijn keuzes in zijn Bewijskrachtige verwijzingen voor de Nieuwe geschiedenis van de Yuan (Xin Yuanshi kaozheng, 新元史考證). Een deel raakte verloren, de overgebleven verwijzingen zijn in 1935 postuum gepubliceerd. Desondanks werd het werk door een van zijn beste vrienden, toenmalig president Xu Shichang (1918-1922) in 1921 per decreet opgenomen als deel 25 van de canon van dynastieke geschiedenissen.
In 1924 is een bloemlezing van gedichten door Ke Shaomin uitgegeven, onder de titel Verzamelde gedichten uit de tuin van varkensgras (蓼園詩鈔, Liaoyuan shichao). De Tuin van varkensgras (蓼, liǎo) is zijn bijnaam en vormt een woordspeling op de naam van zijn geboortedistrict (膠, Jiāo).

## Familieleven
Na de dood van zijn eerste vrouw trouwde Ke Shaomin met Wu Zhifang, een dochter van de dichter Wu Rulun (吳汝綸, 1840-1903). Zijn oudste zoon was Ke Changsi (柯昌泗, 1899-1952). Zijn jongste zoon, Ke Changfen (柯昌汾) trouwde met Kong Demao (孔德懋, 1917-2021), een oudere zus van Kong Dechen (孔德成, 1920-2008), nazaat in de 77e generatie van Confucius.
Ke Shaomin overleed na een ziekbed op 31 augustus 1933, 83 jaar oud.